# Microtus thomasi
Microtus thomasi es una especie de roedor de la familia Cricetidae.

## Distribución geográfica
Se encuentra en Bosnia y Herzegovina, Grecia,  Macedonia, Montenegro, Albania y Serbia. 